# Corbin Carroll
Corbin Carroll (Seattle, Washington, 21 de agosto de 2000) es un jugador profesional estadounidense de béisbol que se desempeña en la posición de jardinero izquierdo en Arizona Diamondbacks, equipo de las Grandes Ligas de Béisbol (MLB).

## Carrera
Fue seleccionado en la primera ronda en el Draft de la MLB de 2019. En 2022 hizo su debut profesional con el equipo Arizona Diamondbacks, donde lleva jugando tres temporadas. En 2023 ganó el premio al "Rookie of the Year" (Novato del año) de la Liga Nacional.